# NGC 3666
NGC 3666 (другие обозначения — UGC 6420, MCG 2-29-25, ZWG 67.71, IRAS11218+1137, PGC 35043) — спиральная галактика с перемычкой (SBc) в созвездии Льва. Открыта Уильямом Гершелем в 1784 году.
NGC 3666 — изолированная галактика, значительно наклонённая к картинной плоскости — угол между диском галактики и картинной плоскостью составляет 78°. На заднем плане относительно галактики находится квазар SDSSJ112439.50+113117.0. Луч зрения, направленный на квазар, проходит в 58 килопарсеках от галактики, и в спектре квазара наблюдается линия поглощения Лайман-альфа. Смещение которой относительно лабораторной величины соответствует скорости движения части межзвёздной среды галактики, через которую проходит луч зрения, в 1062 км/с.
Этот объект входит в число перечисленных в оригинальной редакции «Нового общего каталога».
Галактика NGC 3666 входит в состав группы галактик NGC 3627. Помимо NGC 3666 в группу также входят NGC 3593, M 65, NGC 3623, M66, NGC 3627, NGC 3628 и NGC 3596.